# نيلتون تيروسو
نيلتون تيروسو هو مدرب كرة قدم ولاعب كرة قدم كندي في مركز الوسط، ولد في 13 سبتمبر 1979 في فرنسا.

## وصلات خارجية
- نيلتون تيروسو على موقع قاعدة بيانات كرة القدم.إي يو (الإنجليزية)